# Epactris
Epactris is een geslacht van vlinders van de familie echte motten (Tineidae).

## Soorten
- E. alcaea Meyrick, 1924
- E. canicoma (Meyrick, 1911)
- E. lotina Meyrick, 1916
- E. melanchaeta Meyrick, 1905
- E. micans Meyrick, 1921
- E. tabifica Meyrick, 1921
- E. thyreota Meyrick, 1911